# Національний конгрес Чилі
Національний конгрес Чилі — законодавчий орган Чилі. Створений у 1811 році.

## Склад парламенту
Складається з двох палат:
- Нижня палата — Палата депутатів.
- Верхня палата — Сенат.

Національний конгрес розміщується у приморському місті Вальпараїсо за 100 км від столиці — Сантьяго. Резиденція Конгресу була збудована в часи правління Піночета. до цього Конгрес засідав у центрі столиці.
Після виборів у 2021 році до Палати депутатів ввійшло 155 депутатів, які обиралися пропорційною системою на 4 роки. До Сенату обрано 50 сенаторів терміном на 8 років.

## Законодавча діяльність
Право законодавчої ініціативи у Чилі належить Президенту країни та депутатам. Початок розгляду законопроєктів розпочинається у Національному конгресі. Кожна палата розглядає законопроєкти за своєю тематикою. Сенат розглядає зокрема закони про амністію та помилування. Депутати від Палати депутатів ініціюють закони щодо податкових та бюджетних змін, призову до армії. Президент має право пропонувати переважно адміністративні та фінансові документи.
Палата яка розглядає новий законороєкт називається Палатою проходження, а палата, яка отримує затверджений документ називається Палатою огляду. Всі закони ухвалюються простою більшістю присутніх на засіданні депутатів. Але це не стосується конституційних проєктів або тих, що інтерпретують основний закон. Для їх затвердження необхідна абсолютна більшість.
Закони ухвалюються послідовно палатами. У разі якщо Палата огляду відхиляє законопроєкт, то створюється комісія для узгодження. Якщо згоди не досягнуто, то Палата проходження може ухвалити проєкт не менше 2/3 голосів свого складу. Для відхилення проєкту закону друга палата повинна набрати не менше 2/3 голосів свого складу.
Після ухвалення закон направляється на підпис Президенту країни. Глава держави протягом 30 днів має його підписати або повернути документи зі своїми зауваженнями. Якщо обидві палати підтримають зауваження Президента, то законопроєкт набирає чинності. Для відхилення усіх або частини зауважень Президента необхідно 2/3 голосів усіх депутатів Конгресу. Парламент має виняткове право схвалювати чи відхиляти міжнародні угоди, представлені президентом для ратифікації.

## Діяльність Конгресу
У Палаті депутатів створюються постійні комісії. Вони займаються проблемами внутрішнього управління, релігією, міжнародною політикою та інтеграцією Латинської Америки. Також ж розглядають питання у сфері: освіти, спорту, відпочинку, фінансів, оборони, транспорту, енергетики, будівництва та охорони навколишнього середовища.
Конгрес має певне право контролю за виконавчою владою. За Конституцією країни Конгрес у порядку імпічменту може відсторонити вищих посадових осіб держави.
Парламент, за поданням президента, має право оголосити всю або частину національної території у стані облоги (тобто військової блокади).